# Leontopodium subulatum
Leontopodium subulatum là một loài thực vật có hoa trong họ Cúc. Loài này được (Franch.) Beauverd mô tả khoa học đầu tiên năm 1909.